# 21284 Pandion
21284 Pandion (tên khác: 1996 TC51) là một tiểu hành tinh nằm trên vành Sao Mộc. Nó được phát hiện bởi Eric Walter Elst tại đài quan sát La Sila ở Chile ngày 5 tháng 10 năm 1996. Nó được đặt theo tên Pandion, một sinh vật huyền bí trợ giúp cho Menestheus trong chiến tranh thành Troia.